# Kabinet-Müller I

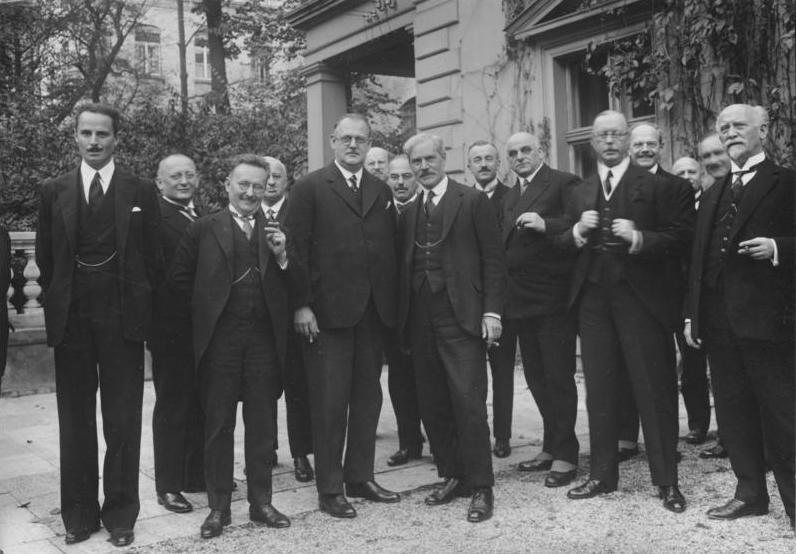
Kabinet-Müller I

Het kabinet-Müller I regeerde in de Weimarrepubliek van 27 maart 1920 tot 21 juni 1920. Het was de derde democratisch verkozen regering van Duitsland en de tweede in werking nadat de Grondwet van Weimar werd aangenomen in augustus 1919. Hermann Müller was rijkskanselier en was van de Sociaaldemocratische Partij van Duitsland (SPD). Het kabinet bestond uit dezelfde drie centrumlinkse partijen als de vorige: de SPD, de Duitse Centrumpartij (Zentrum) en de Duitse Democratische Partij (DDP). Ze kwam in werking na het ontslag van het kabinet-Bauer en nam ontslag na de verkiezingen van 1920. 

## Kabinet–Müller I
| Ambtsbekleder                        | Ambtsbekleder      | Ambtsbekleder                  | Functie(s)                            | Ambtstermijn     | Ambtstermijn     | Partij(en) |
| ------------------------------------ | ------------------ | ------------------------------ | ------------------------------------- | ---------------- | ---------------- | ---------- |
|                                      | Hermann Müller     | Hermann Müller (1876–1931)     | Rijkskanselier                        | 27 maart 1920    | 20 juni 1920     | SPD        |
|                                      | Erich Koch-Weser   | Erich Koch- Weser (1875–1944)  | Vicekanselier                         | 27 maart 1920    | 20 juni 1920     | DDP        |
| Rijksminister van Binnenlandse Zaken | Erich Koch-Weser   | Erich Koch- Weser (1875–1944)  |                                       | 27 maart 1920    | 20 juni 1920     | DDP        |
|                                      | Hermann Müller     | Hermann Müller (1876–1931)     | Rijksminister van Buitenlandse Zaken  | 20 juni 1919     | 10 april 1920    | SPD        |
|                                      | Adolf Köster       | Adolf Köster (1883–1930)       | Rijksminister van Buitenlandse Zaken  | 10 april 1920    | 20 juni 1920     | SPD        |
|                                      | Joseph Wirth       | Joseph Wirth (1879–1956)       | Rijksminister van Financiën           | 27 maart 1920    | 22 oktober 1921  | DZ         |
|                                      | Gustav Bauer       | Gustav Bauer (1870–1944)       | Rijksminister van de Schatkist        | 31 januari 1920  | 20 juni 1920     | SPD        |
|                                      | Andreas Blunck     | Andreas Blunck (1871–1933)     | Rijksminister van Justitie            | 27 maart 1920    | 21 juni 1920     | DDP        |
|                                      | Robert Schmidt     | Robert Schmidt (1864–1943)     | Rijksminister van Economische Zaken   | 15 juli 1919     | 20 juni 1920     | SPD        |
|                                      | Otto Geßler        | Otto Geßler (1875–1955)        | Rijksminister van Defensie            | 27 maart 1920    | 20 januari 1928  | DDP        |
|                                      |                    | Alexander Schlicke (1863–1940) | Rijksminister van Arbeid              | 20 juni 1919     | 20 juni 1920     | SPD        |
|                                      | Johannes Bell      | Johannes Bell (1868–1949)      | Rijksminister van Verkeer             | 13 februari 1919 | 1 mei 1920       | DZ         |
|                                      | Gustav Bauer       | Gustav Bauer (1870–1944)       | Rijksminister van Verkeer             | 1 mei 1920       | 20 juni 1920     | SPD        |
|                                      | Andreas Hermes     | Andreas Hermes (1878–1964)     | Rijksminister van Voedsel en Landbouw | 27 maart 1920    | 10 maart 1922    | DZ         |
|                                      | Johannes Giesberts | Johannes Giesberts (1865–1938) | Rijksminister van Posterijen          | 13 februari 1919 | 14 november 1922 | DZ         |
|                                      | Eduard David       | Eduard David (1863–1930)       | Rijksminister zonder portefeuille     | 27 maart 1920    | 20 juni 1920     | SPD        |